# 米德爾波特 (紐約州)
米德爾波特（英語：Middleport）是位於美國紐約州尼亞加拉縣的村。

## 人口
根據2020年美國人口普查的數據，米德爾波特的面積為2.26平方千米，皆為陸地。當地共有人口1729人，而人口密度為每平方千米765人。